# Khlong

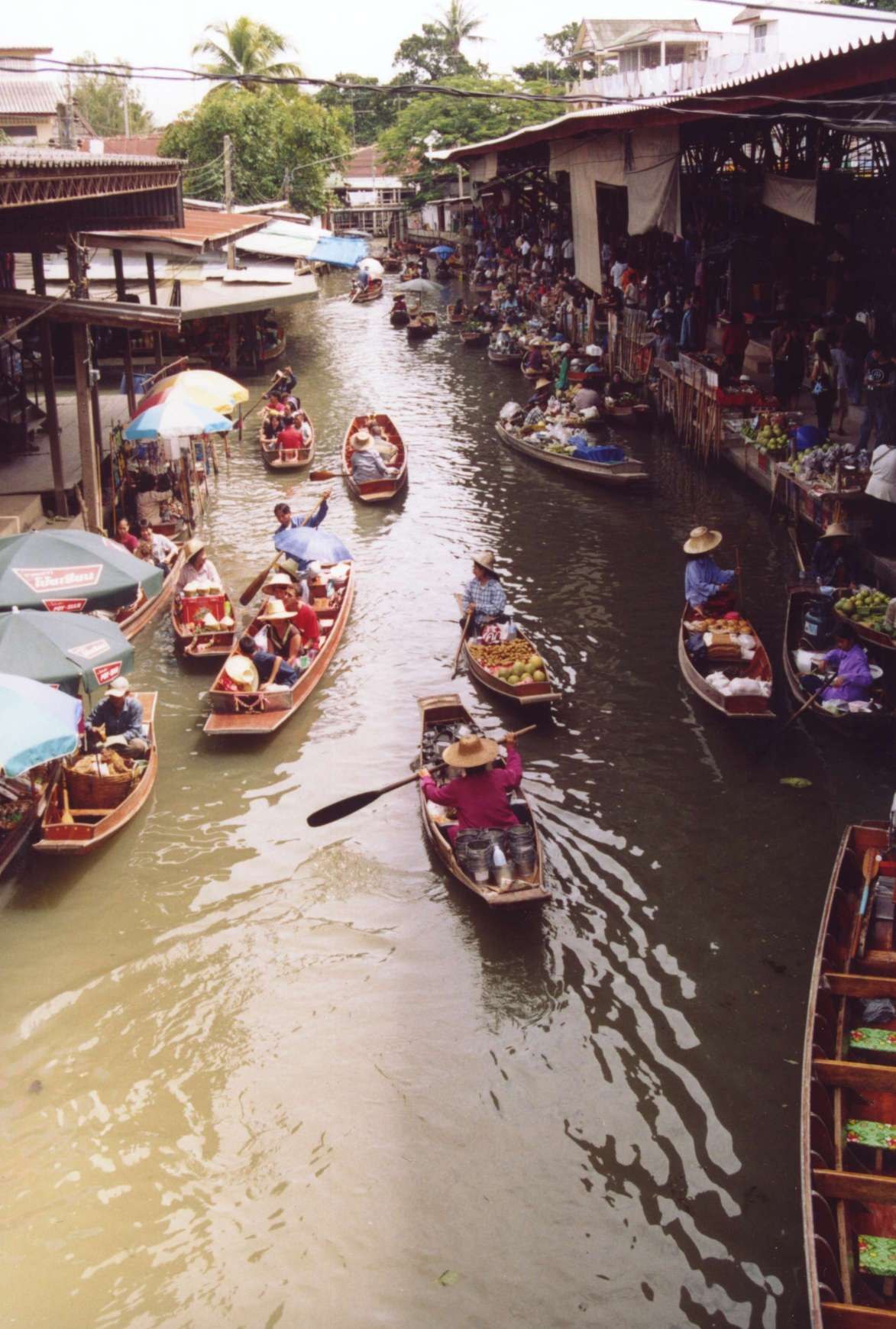
Khlong en la provincia de Ratchaburi, con las tiendas flotantes.

Un khlong (en tailandés, คลอง) es la denominación que reciben los canales fluviales, naturales y artificiales, que recorren la llanura central de Tailandia, formados por los ríos Chao Phraya, Ta Chin y Mae Klong. La palabra también se aplica a muchos ríos pequeños, llamados con la palabra khlong seguida de su nombre propio.
La capital, Bangkok, está atravesada por multitud de ellos, de ahí su denominación como La Venecia del Oriente. Los khlongs son usados para el transporte, para la instalación de tiendas y comercios flotantes, y también como lugares donde se depositan las aguas residuales y otros desechos de la ciudad. Muchos han sido convertidos, con el paso de los años, en calles, si bien en la zona de Thonburi en Bangkok, se conservan algunos de los más largos khlongs.
En la zona central de la capital se encuentra el Khlong Saen Saeb, que sirve como ruta de transporte fluvial de gran importancia en el transporte público de Tailandia, al igual que el canal Saen Saep, que conecta el centro histórico de Bangkok con el distrito Bang Kapi.
Los tradicionales establecimientos flotantes existen ahora sólo como atracciones turísticas, los más conocidos en el amphoe de Damnoen Saduak, provincia de Ratchaburi.
- Datos: Q1740654
- Multimedia: Khlongs / Q1740654